# Гвазе, Роберт
Ро́берт Гва́зе (англ. Robert Gwaze; род. 1982, Хараре) — зимбабвийский шахматист, международный мастер (2001), тренер. В 15 лет стал чемпионом Зимбабве как среди юношей, так и среди взрослых. На Олимпиаде 2002 впервые в истории получил золотую индивидуальную медаль, выиграв все свои 9 партий на 1-й доске, обойдя по этому показателю Г. Каспарова. Такой же результат показал Александр Алехин на Олимпиаде 1930, но его не наградили, так как он не сыграл достаточного количества партий.

## Карьера
В детстве Гвазе жил в гетто Глен Норах (Хараре) и играл за шахматный клуб, который в нём был. Получив там начальное образование, он переехал в Маунт-Плезант, чтобы продолжить учиться. Позже ему пришлось ещё раз переехать для учёбы в Школе Принца Эдуарда. Во время учёбы в этой школе выиграл чемпионаты Зимбабве как среди юношей, так и среди взрослых.
Гвазе получил звание международного мастера в 2001 году после победы на чемпионате Африки среди юношей. В 2007 году выиграл взрослый чемпионат Африки и квалифицировался в Кубок мира 2007, но проиграл 0-2 в первом раунде Алексею Широву. В 2010 году выиграл сильный турнир в Луанде. В первом раунде Кубка мира 2011 проиграл Руслану Пономарёву. В 2012 году Гвазе занял 1-е место в категории B Capablanca Open. В 2024 году выиграл опен-турнир в Намибии.
Гвазе имеет 2 нормы гроссмейстера. В 2013 году прекратил активное участие в живых турнирах. Работал тренером в ЮАР, в настоящее время живёт в Намибии и также продолжает работать шахматным тренером в частных школах.